# アノコノシタタリ
『アノコノシタタリ』は、角田恭弥監督の日本映画。ピンク映画をR15版として再編集した「OP PICTURES+フェス2019」の一編として2019年8月25日に一般公開されたが2019年のラインナップ中、唯一フェス期間中にピンク映画＝R18版が未公開であった作品である。ジャンルはホラー（エロティックスリラー）。

## 概要
数々の映画で助監督を務めてきた角田恭弥初の長編映画にして商業映画作品。もともとは自主映画を撮りたいと榊英雄に相談したところ、キャリアを考え商業映画を薦め、脚本をオーピー映画に持ち込み制作が進んだ。
公開時点でR18+版は制作、公開されていないが、タイトルのみ『淫美談 アノコノシタタリ』と発表がされていた。2019年10月18日、上野オークラ劇場でR18+版が公開。なお劇中タイトルでは「シ」の部分のみが赤い文字で書かれており、『滴り』と『死 祟り』のダブル・ミーニングとなっている。また、“大蔵怪談”を引き継ぐ意欲作ともレビューされた。
映画倫理機構にて審査された(2019年8月8日)際には『色情霊～カノジョノシタタリ～』(S-2108)となっており、スカパー！や日本映画専門チャンネル等では同タイトルで放送されている。
2021年8月4日、スターボードよりDVD化。

## ストーリー
格安物件のアパートに引っ越した大学生の海斗は友人たちとの談笑の中で、その物件がかつて殺人事件が起きた事故物件だと知る。気にせず自宅で時間を潰している海斗であったが目の前に突然、美しい女性が現れる。成り行きでその女性と行為に及ぶ海斗だったが、海斗の姿は大学から消えてしまう。友人たちは体調不良かと心配し、自宅アパートを訪ねるのだが、一人でセックスをしているという見てはいけない光景を目にしてしまうのだった。

## 登場人物
佐伯零奈
演 ‐ なつめ愛莉
事故物件に現れた美女。
滝沢海斗
演 ‐ 増田朋弥
事故物件に住む朴訥な大学生。
原田祐里香
演 ‐ 加藤絵莉
正樹の彼女で社会人。いなくなった海斗を心配する一方で、出来事を小説の題材にする。
菅原正樹
演 ‐ 可児正光
海斗の友人。留年しているため年齢は上。事故物件を紹介した責任を感じている。
石橋悠介
演 ‐ 石橋侑大
海斗の友人。オカルトに詳しい。
花園
演 ‐ 春園幸宏
アパートの管理人。
木下優里
演 ‐ 瀬乃ひなた
部屋の過去に関係する女性。
三橋リク
演 ‐ 中山祐太
部屋の過去に関係する男性。
橋本大輝
演 ‐ 石田武久
部屋の過去に関係する男性。
加藤剛志
演 ‐ 加藤毅
部屋の過去に関係する男性。
明神健次郎
演 ‐ 榊英雄
オカルト雑誌の編集者。
堀之内天剛
演 ‐ 川瀬陽太
謎多き術師。

## スタッフ
- 監督・脚本：角田恭弥
- プロデューサー：榊英雄、木原佑輔、冨永信一
- 撮影・照明：春木康輔[11]
- 編集：松山圭介
- スチール：富山龍太郎
- 音楽：佐藤亙
- 録音：根本飛鳥
- 音響効果：丹雄二
- ヘアメイク：齋藤美幸
- 監督助手：石橋侑大、宮本鉱生
- 撮影助手：高瀬大輔、上川雄介、平見優子、松本健太郎
- 制作進行：片平梓
- 制作応援：角田琢朗、上山功佑
- カラリスト：やよいあい
- 協力：本間光平、犬童一利、原田佳歩、松原直、日本映画大学の皆さん
- 仕上げ：東映ラボ・テック
- 制作：ファミリーツリー
- 配給：オーピー映画